# 越前府中城
越前府中城（えちぜんふちゅうじょう）は、現在の福井県越前市にあたる越前国南仲条郡（後の南条郡）にあった日本の城。別名越府城（えつふじょう）。

## 概要
越前府中には元々越前国の国府・守護所があったと推定されており、城跡に隣接・一部重複する国府遺跡（遺跡番号:福井県No.03070）では古代の須恵器や石帯、墨書土器などが出土している。戦国時代に越前を支配した朝倉氏は一乗谷を本拠として、府中には奉行を派遣していた。
朝倉氏の滅亡後の天正3年（1575年）に織田信長によって府中を与えられた前田利家が日野川を堀として利用して本格的な城を築城した。利家は日野川を外堀として利用し、総社大神宮を移転させて南北180メートル・東西100メートルの2重の堀を持った平城を築いた。
利家が能登国に封じられると、改めて前田利長（利家の嫡男）に府中城が与えられ、賤ヶ岳の戦い後に越前が丹羽長秀に与えられると利長は加賀国の松任城に移された。長秀の没後に丹羽家が減封されると、木村重茲・青木一矩が城主となった。
関ヶ原の戦い後に越前国が結城秀康に与えられると、その重臣である本多富正が越前府中城に入って改築した。2層の天守閣があったとされるが、本来ならば一国一城令の対象として廃止されるはずであるが、本多家は幕府より附属させられた大名格式の御附家老であったため、特例のひとつとして認められた。この経緯により「城」ではなく「御館」、または天崇院（勝姫）が松平忠直に輿入れの際、当城を休憩所として使用して以降「御茶屋」と称せられた。また、藤垣がめぐらされていたことから、藤垣城（ふじがきじょう）という愛称でも呼ばれた。
明治維新以降に堀は埋められ、城跡は1872年（明治5年）に小学校の敷地となり、更にその跡地に武生市役所が建設された（平成の大合併によって越前市役所に転用）。現在は市庁舎や、市役所から武生駅へと伸びる大通りとして整地されているが、2016年（平成28年）から2017年（平成29年）に行われた市役所本庁舎建設工事に伴う発掘調査では、石垣や池状の遺構、礎石群などが発見された。
なお、江戸時代後期に造られた表門は、明治時代に正覚寺（同市京町2丁目）の山門として移築され、2001年（平成13年）12月5日に市の有形文化財に指定された。